# Ola Ray
Ola Ray, född 26 augusti 1960 i Saint Louis i Missouri, är en amerikansk fotomodell som medverkade i musikvideon till Michael Jacksons låt Thriller år 1983. Hon fotograferades bland annat för Playboy Magazine och utsågs Playmate of the Month i juni 1990.
År 2009 stämde Ray, Michael Jackson och hans bolag för uteblivna inkomster för hennes medverkan i musikvideon till Thriller. Efter Michael Jacksons död gick Jacksons dödbo med på en ekonomisk förlikning till Ola Ray.